# استفانوس کاپینو
استفانوس کاپینو (یونانی: Στέφανος Καπίνο؛ زادهٔ ۱۸ مارس ۱۹۹۴) یک بازیکن فوتبال اهل یونان است.
وی همچنین در تیم ملی فوتبال یونان بازی کرده‌است.